# La Lajilla
La Lajilla är en ort i Mexiko.   Den ligger i kommunen Jáltipan och delstaten Veracruz, i den sydöstra delen av landet, 500 km öster om huvudstaden Mexico City. La Lajilla ligger 10 meter över havet och antalet invånare är 315.
Terrängen runt La Lajilla är platt. Runt La Lajilla är det ganska glesbefolkat, med 47 invånare per kvadratkilometer. Närmaste större samhälle är Minatitlán, 18,9 km nordost om La Lajilla. Trakten runt La Lajilla består till största delen av jordbruksmark.